# Franco Vázquez
Franco Damián Vázquez (* 22. února 1989 Tanti) je argentinský profesionální fotbalista, který hraje na pozici ofensivního záložníka za italský klub Parma Calcio 1913. V roce 2015 odehrál dvě utkání v dresu italské reprezentace a v roce 2018 odehrál tři utkání v dresu argentinské reprezentace.
Jeho matka pochází z Itálie.

## Klubová kariéra
V Argentině hrál v začátcích své kariéry v klubu Belgrano Córdoba. V lednu 2012 odešel do Evropy do italského týmu Palermo. Sezonu 2012/13 strávil na hostování ve španělském klubu Rayo Vallecano.

## Reprezentační kariéra
Franco Vázquez zaujal trenéry italského národního týmu. Trenér Antonio Conte jej nominoval 21. března 2015 ke kvalifikačnímu utkání proti Bulharsku a přátelskému zápasu proti Anglii.
V A-mužstvu Itálie debutoval 31. 3. 2015 v přátelském utkání proti Anglii (remíza 1:1).